# Michał Orda
Michał Orda herbu Orda – miecznik i mostowniczy piński, starosta radochowski, komisarz do zbierania ofiar z powiatu mińskiego w 1789 roku, sędzia kapturowy powiatu pińskiego, konsyliarz powiatu pińskiego w konfederacji targowickiej w 1792 roku.